# Pia Jurhar
Pia Jurhar (* 19. September 1995 in Wien) ist eine österreichische Basketballspielerin.

## Werdegang
Jurhar spielte bis 2013 für die Flying Foxes SVS Post und wurde mit dem Verein 2012 sowie 2013 Staatsmeisterin. Von 2013 bis 2015 stand sie Diensten von BK Klosterneuburg. 2015 wechselte sie in die Vereinigten Staaten. Dort studierte Jurhar an der Portland State University und spielte von 2015 bis 2019 für die Basketauswahl der Hochschule.
2020/21 spielte sie in der Schweiz für den BC Winterthur, in der Saison 2021/22 bestritt sie 17 Ligaeinsätze für Klosterneuburg und gewann den Meistertitel. Vom Fachmedium Eurobasket.com wurde sie in der obersten Liga Österreichs als beste Spielerin der Saison 2021/22 ausgezeichnet.
In der Spielzeit 2022/23 verstärkte die 1,90 Meter große Innenspielerin den italienischen Zweitligisten Pallacanestro Bozen. Im Sommer 2024 kehrte sie abermals zum BK Klosterneuburg zurück. 2025 gewann sie mit Klosterneuburg die österreichische Staatsmeisterschaft.
Jurhar gewann 2014 mit Österreichs Nationalmannschaft die Europameisterschaft der kleinen Länder und gehörte auch zu der Auswahl, als diese 2020 nach jahrelanger Pause wieder zu Länderspielen antrat.